# Cosmopolis (film)
Pour les articles homonymes, voir Cosmopolis.
Pour plus de détails, voir Fiche technique et Distribution.
Cosmopolis est un thriller dramatique franco-canadien écrit et réalisé par David Cronenberg, sorti en 2012. C'est l'adaptation du roman du même nom de Don DeLillo, publié par les Éditions Scribner en 2003. Le film est présenté au festival de Cannes 2012.

## Synopsis
Eric Packer, vingt-huit ans, multimilliardaire, se rend chez le coiffeur en limousine le jour d'une visite présidentielle à Manhattan à New York et de l'enterrement d'une star du rap soufie. Dans le même temps, l'ère du capitalisme touche à sa fin, et le chaos s'installe peu à peu, et, alors que son empire financier s'effondre, Eric est persuadé qu'il va être assassiné dans les 24 heures. À cause de la visite présidentielle dans la ville, beaucoup de routes sont interdites à la circulation. Ce qui oblige le golden boy à changer son itinéraire.

## Fiche technique
Sauf indication contraire, les informations mentionnées dans cette section peuvent être confirmées par la base de données cinématographiques IMDb,  présente dans la section « Liens externes ».
- Titre original et français : Cosmopolis
- Réalisation : David Cronenberg
- Scénario : David Cronenberg, d'après le roman Cosmopolis de Don DeLillo (2003)
- Décors : Arvinder Grewal
- Costumes : Denise Cronenberg
- Photographie : Peter Suschitzky
- Montage : Ronald Sanders
- Musique : Howard Shore et Metric
- Production : Paulo Branco[1] et Martin Katz[1]
- Sociétés de production : Alfama Films, Prospero Pictures
- Sociétés de distribution : Ascot Elite Entertainment Group (Suisse), Entertainment One (Canada), Warner Bros. (États-Unis), Stone Angels (France)
- Budget : 20 500 000 de dollars[3]
- Pays de production :  France[1],  Canada[1]
- Langue originale : anglais
- Format : couleur – 35 mm – Dolby
- Genre : drame, thriller
- Durée : 108 minutes
- Dates de sortie[4] : 
  - France : 23 mai 2012 (sortie nationale et présentation au festival de Cannes 2012)
  - Italie : 25 mai 2012
  - Belgique : 30 mai 2012
  - Portugal : 31 mai 2012

## Distribution
Legende Doublage : VF = Version Française
- Robert Pattinson (VF : Thomas Roditi) : Eric Packer
- Jay Baruchel (VF : Yoann Sover) : Shiner
- Paul Giamatti (VF : Gabriel Le Doze) : Benno Levin
- Samantha Morton (VF : Valérie Siclay) : Vija Kinsky
- Kevin Durand (VF : Guillaume Orsat) : Torval
- Juliette Binoche (VF : elle-même) : Didi Fancher
- Sarah Gadon (VF : Céline Mauge) : Elise Shifrin
- Mathieu Amalric (VF : lui-même) : Andre Petrescu
- Emily Hampshire (VF : Marie Zidi) : Jane Melman
- George Touliatos (VF : Vincent Grass) : Anthony
- Philip Nozuka (VF : Alexandre Nguyen) : Michael Chin
- Patricia McKenzie (VF : Élisabeth Ventura) : Kendra Hays
- Abdul Ayoola (VF : Jean-Baptiste Anoumon) : Ibrahim Hamadou

## Production

### Genèse et développement
Le film est l'adaptation du roman Cosmopolis de Don DeLillo, qui jugeait pourtant son roman inadaptable car « l’essentiel de l’action est confiné à l’intérieur d’une voiture, ce qui n’est pas forcément très cinématographique ». Le livre avait d'abord reçu des critiques très négatives, avant d'être considéré comme prémonitoire quant à la crise du système financier de 2007. Le film intervient alors que les effets de la crise se font toujours sentir, et que les doutes sur le capitalisme restent entiers.
David Cronenberg n'avait pas lu le livre de Don DeLillo avant que son producteur, Paulo Branco, ne vienne lui proposer de faire ce film, ce que lui avait suggéré son fils Juan Branco,. Le réalisateur a lu le livre en deux jours, et accepté de le réaliser. C'est l'une des premières fois de sa carrière où il n'est pas à l'origine de son projet. L'écriture du scénario ne lui a pris que six jours : il a d'abord repris mot pour mot les dialogues du livre, puis il a « bouché les trous » entre ces dialogues. Seule la fin du film connaît une modification importante : dans le livre de DeLillo, on se rend compte finalement qu’Eric Packer est au milieu du tournage d'un film, que tout cela n'était qu'une illusion, mais Cronenberg se « méfie des films dans le film. Cela peut être intéressant, à condition qu'il y ait une vraie nécessité ».

### Attribution des rôles

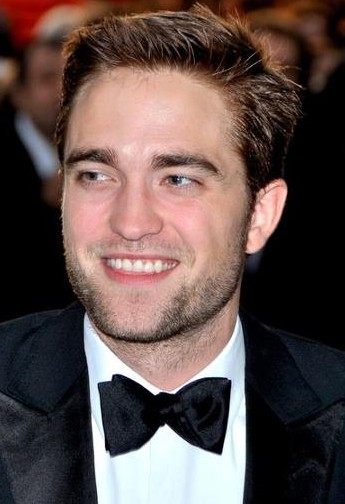
L'acteur principal Robert Pattinson à la première du film au Festival de Cannes 2012.

Colin Farrell devait à l'origine tenir le rôle principal, mais en raison d'un conflit d'emploi du temps avec le tournage de Total Recall : Mémoires programmées (Total Recall), il est remplacé par Robert Pattinson, auquel Cronenberg a tout de suite pensé : « c’est un rôle écrasant, il est tout le temps à l’image, je ne crois pas avoir jamais fait un film où le même acteur occupe littéralement chaque scène. Le choix d’un acteur, c’est affaire d’intuition, il n’y a pas de règles ni de mode d’emploi ». Marion Cotillard était, quant à elle, pressentie pour le rôle d'Élise Shifrin, mais elle a été finalement remplacée par Sarah Gadon en raison de sa grossesse. D'autres actrices comme Noomi Rapace et Keira Knightley étaient envisagées pour le rôle.

### Tournage
Le tournage débute en mai 2011 dans le quartier Manhattan à New York, puis se poursuit à Toronto au Canada, pays natal du réalisateur.

## Accueil

### Critique
Cosmopolis reçoit des critiques très variées. Cela va des dithyrambes du NouvelObs : « Cosmopolis est un film étonnant, excitant, dérangeant… L’un de ces films qui résiste aussi, que l’on n’aime pas forcément d’emblée, comme une évidence. Cosmopolis est surtout un film captivant, comme un long voyage sous hypnose, comme un rêve éveillé ou bien plutôt un cauchemar assez symptomatique de la dérive civilisationnelle actuelle », ou par les Cahiers du cinéma « David Cronenberg offre un film pour notre temps. (...) Une figuration définitive du capitalisme-monde. Cosmopolis est un film qui restera » plaçant cette même année le film deuxième dans leur Top 10 de 2012; aux critiques acerbes de L'Express : « Au bout du compte, Cosmopolis ne raconte pas grand-chose, et Robert Pattinson est bien peu expressif ». Le journal titre même « Cosmopolis : requiem pour une prostate ».

## Distinctions

### Récompenses
- 2013 : Vancouver Film Critics Circle : Meilleure actrice dans un second rôle dans un film canadien pour Sarah Gadon
- 2013 : Prix Écrans canadiens : Meilleure musique et meilleure chanson Long To Live

### Nominations
- Festival de Cannes 2012 : En compétition pour la Palme d'or